# Закадровый исполнитель
Закадровый исполнитель — певец, чьё предварительно записанное пение используется в кино. Закадровые исполнители записывают песни для саундтреков, а актёры или актрисы изображают пение на камеру, в то время как фактический исполнитель не появляется на экране.

## Закадровое исполнение в Южной Азии
Наибольшую известность закадровое исполнение получило в фильмах Южной Азии, особенно индийского субконтинента. Большинство фильмов Индии, а также фильмы Пакистана, как правило, включают в себя 5-7 музыкальных номеров. Первое время после появления в индийском кино звука песни исполняли сами актёры, однако после освоения технологии дубляжа исполнение доверили профессионалам. В настоящий момент популярные закадровые исполнители Индии имеют такой же статус, как и популярные актёры, за которых они поют.
Песни в индийских фильмах — совместный продукт творчества поэтов-песенников, композиторов и певцов — часто определяют степень успеха отдельных кинолент. Саундтреки, как правило, выходят до самих фильмов. Закадровые исполнители являются важной частью индийской киноиндустрии.
Большинство закадровых исполнителей первоначально обучались классической музыке, но позже расширили свой репертуар за счёт современных музыкальных направлений (диско, джаза, поп-музыки, электроники и др.), пришедших в Индию из-за рубежа. В качестве наиболее влиятельных исполнителей Южной Азии рассматриваются Мохаммед Рафи и Ахмед Рушди. Сестры Лата Мангешкар и Аша Бхосле, работавшие в основном в фильмах на хинди, часто называются в качестве двух самых известных и самых плодовитых закадровых исполнительниц Индии. В 1974 году Лата Мангешкар была внесена в Книгу рекордов за исполнение максимального количества песен, которое оценивалось в 25 тысяч, что однако позднее ставилось под сомнение. В 1991 году после более тщательного подсчёта песен эти цифры были признаны ошибочными, а звание самого плодовитого вокалиста перешло к Аше Бхосле за участие в записи более 11 тысяч соло, дуэтов и композиций, сопровождаемых хоровым пением, на 20 индийских языках. Ещё один закадровый исполнитель — К. Дж. Йесудас — никогда не регистрировался Книгой Гиннесса в качестве рекордсмена этой категории, хотя ему приписывается исполнение 50 тысяч песен.
В число других популярных закадровых исполнителей входят Бхупен Хазарика, Мукеш, Манна Дей, Хемант Кумар, Махендра Капур, Кишор Кумар, Гита Датт, Анурадха Паудвал, С. П. Баласубраманьям, К. Ш. Читра, С. Джанаки, Вани Джайярам, Пулапака Сушила, Сварналатха, Алка Ягник, Кавита Кришнамурти, Удит Нараян, Кумар Сану, Сону Нигам, КК, Шаан, Химеш Решаммия, Шрея Гхошал, Сунидхи Чаухан.
Среди известных закадровых исполнителей Пакистана: Шафкат Аманат Али, Назия Хассан, Аламгир, Мехди Хассан, Масуд Рана, Аднан Сами, Нур Джехан, Гхулам Али, Руна Лайла. Современные певцы, такие как Рахат Фатех Али Хан и Атиф Аслам довольно популярны среди любителей музыки и зарабатывают огромные суммы, выступая на концертах, проводимых по всему миру, в то время как певцы прошлых лет, Салим Раза, Мунир Хуссейн и Муджиб Алам, стоящие у истоков закадрового исполнения в пакистанских фильмах в 1950-х и 1960-х годов, жили и умерли в нищете.
Некоторые закадровые исполнители не ограничиваются только этим видом деятельности. Так, например, Кишор Кумар, переехавший с Бомбей с целью стать певцом, вынужден был начать работу в кино как актёр из-за отсутствия музыкального образования. После того как его певческий талант был признан, он начал записывать песни для своих персонажей сам. Сону Нигам, Химеш Решаммия и Сукхвиндер Сингх дебютировали в кино в главных ролях, уже став известными в качестве закадровых вокалистов. Пакистанский певец Али Зафар начал карьеру в Болливуде одновременно как актёр и как закадровый исполнитель.
В то же время в последние годы наблюдается и обратная тенденция: актёры начинают исполнять песни в фильмах самостоятельно. Так в 2014 году Шраддха Капур исполнила песню «Galliyan» в фильме Ek Villain, а Алия Бхат — песню «Sooha Saaha» в фильме «Шоссе». Среди известных индийских актёров, хотя бы раз певших в фильмах собственными голосами: Амитабх Баччан, Шахрух Хан, Салман Хан, Аамир Хан, Акшай Кумар, Ритик Рошан, Фархан Ахтар и Абхай Деол.
В меньшем развитии, но достаточно широко труд закадровых вокалистов использовался в кинематографе и других стран Юго-Восточной Азии, в частности, в музыкальном кино Гонконга 1950—1960-х годов, где вокал персонажей ряда известных актрис озвучивался Цзин Тин, актёров — Хун Кёном.

## Закадровое исполнение в Голливуде
Закадровое исполнение не имеет широкого распространения в современном Голливуде, так как музыкальные фильмы там снимают не часто. Однако, оно широко использовалось в прошлом. Известные примеры закадрового исполнения: Марни Никсон спела в «Вестсайдской истории» за персонажа Натали Вуд, Билл Ли — за персонажа Кристофера Пламмера в «Звуках музыки», Линдсей Риджуэй — в анимационном фильме «Коты не танцуют», Клаудия Брукен обеспечила певческий голос Эльзе Лихтман, героине компьютерной игры L.A. Noire, а Бетти Нойз пела за Дебби Рейнольдс в «Поющих под дождём» — фильме, где закадровое исполнение является важной частью сюжета.

## Закадровое исполнение в советском кино
Известно применение закадрового исполнения и в советских музыкальных кино- и телефильмах.
К нему относятся, в частности, многочисленные случаи озвучивания юных актёров, не обладающих поставленным голосом или проходящих через стадию «ломки голоса». Одной из известных исполнительниц в этой области до 1983 года была юная Ольга Рождественская, исполнившая вокал ряда персонажей в фильмах «Про Красную Шапочку», «В одно прекрасное детство», «Там, на неведомых дорожках…», «Чародеи», «Приключения Петрова и Васечкина». Многие персонажи-мальчики и подростки озвучиваются певицами — включая ту же Рождественскую, спевшую за Тима Талера в фильме «Проданный смех», Елену Шуенкову и Елену Камбурову, певших соответственно за Электроника и Сыроежкина в «Приключениях Электроника» и т. д.
В то же время, известен и ряд случаев закадрового озвучивания вокала взрослых актёров; один из таких — фильм «Труффальдино из Бергамо», в котором вокал заглавного героя в исполнении Константина Райкина был исполнен Михаилом Боярским, а большинство женских партий — игравшей одну из ролей Еленой Дриацкой (певшей за собственную героиню Клариче, её служанку Смеральдину и частично — за Беатриче). Наиболее известным примером закадрового исполнения в советском кино можно назвать фильм «Ирония судьбы…», в котором песни за героев Андрея Мягкова и Барбары Брыльской исполняли Сергей Никитин и Алла Пугачёва.

## Награды
Наиболее престижные индийские кинопремии за закадровое исполнение:
- Национальная кинопремия (Индия) за лучший мужской закадровый вокал
- Национальная кинопремия (Индия) за лучший женский закадровый вокал
- Filmfare Award за лучший мужской закадровый вокал
- Filmfare Award за лучший женский закадровый вокал